# Wach auf, wach auf, du deutsches Land

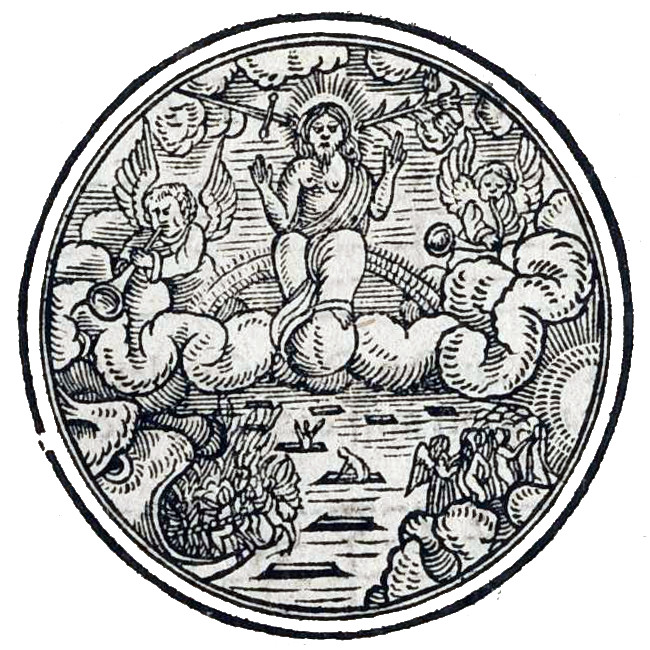
Jüngstes Gericht. Stich auf Titelblatt der Originalausgabe von 1561

Wach auf, wach auf, du deutsches Land (eigentlich: Ein newes Christlichs Lied / Dadurch Deudschland zur Busse vermanet) ist ein lutherisches geistliches Lied, das das im Schlaf der Sünde liegende Deutschland aufrufen und wecken will. Den Text und die Melodie schuf Johann Walter im Jahr 1561. Das ursprünglich 26-strophige Lied ist in einer siebenstrophigen Version im Evangelischen Gesangbuch (Nr. 145) enthalten. Im Mennonitischen Gesangbuch (Nr. 495) ist es unter dem Titel Wach auf, wach auf, du unser Land in einer sechsstrophigen Version enthalten.

## Entstehung
Der entschieden an Luthers Seite wirkende Walter, der auch maßgeblich an der Schaffung der Deutschen Messe beteiligt war, nahm die in seinem Torgauer Wirkungsort im Zuge des Leipziger Interims und des Trienter Konzils zutage tretenden Veränderungen in Religion und Politik als kompromisslerisch und rekatholisierend wahr. Damit sah er die Reformation in Gefahr, die Deutschland als eine unverdiente Auszeichnung „durch Luther den Propheten“ zuteilgeworden war (Strophen 2–7). Er wollte dem göttlichen Wort seinen Platz im alltäglichen Leben zurückgeben und zugleich gegen den um sich greifenden Werteverfall auftreten. Dieser manifestiere sich in einer korrupten Wirtschaft, dem Niedergang der Familienmoral, in Ausschweifung, in Zügellosigkeit der Jugend, in Kleiderluxus sowie in der Auflösung der Ständegesellschaft, kurzum einem oberflächlichen Christentum (Strophen 8–18). Als Konsequenz kündet Walter das Gericht an: die endzeitliche verdiente Strafe Gottes (durch „Zeichen“ in den Strophen 19–22). Gleich dem Propheten (Jes 51,17 ) erhebt er angesichts ihres Herannahens einen warnenden Bußruf (Strophe 23). Da dieser die Menschen überforderte, mündet das Lied in einem dreistrophigen Gebetsruf (Strophen 24–26).

## Form
Walter kehrt in seinem Werk formal zu den Anfängen des reformatorischen Liedschaffens zurück, das seinerseits im Minnesang wurzelt. So wie in der Stollenstrophe folgt textlich auf den ersten und zweiten Stollen der Abgesang („Lutherstrophe“). Musikalisch neu gestaltet er das alte deutsche Tenorlied, mit dem er 1524 sein Schaffen begann und hier eine vierstimmige Komposition vorlegt. Zwei Terzen werden übereinandergeschichtet und die Oberquint zu Sexte überhöht, damit bringt das reformatorische Liedschaffen den Weck- und Bußruf zum Ausdruck. Aufgelockert folgt der Abgesang. In dieser formalen Rückbewegung mit elementaren Mitteln betont Walter die Absicht der Reformation und ruft zurück zu den Quellen.

## Inhalt
Insgesamt beherrschen drei Gegensatzpaare das Lied:
- Schlaf und Erwachen
- Finsternis und Licht
- Lüge und Wahrheit

Das Lied reiht sich als geistliches Tagelied (auch „Wächterlied“) ein in eine Zahl bekannter Lieder dieser Gattung (EG: 114, 147, 241, 244, 446). Während im Tagelied der Renaissance der Wächter den Liebenden den nahenden Tag ankündigt, sagt das geistliche Tagelied dem im Sündenschlaf Verharrenden (schön in Der Morgenstern ist aufgedrungen) in der Regel den Tag des Heils zu. Walter spitzt jedoch seine Aussage zu und zeichnet den Tag des Herrn als Gerichtstag von, wenn nicht globaler, so doch nationaler Dimension.
Wenn auch die Lüge (Strophen 4, 5, 6, 18, 26) durch den Propheten der Reformation ausgetrieben sei, hätten sich die Menschen – „durch Teufels List verblendet“ – ihr wieder zugewandt. Während vergleichbare Wecklieder in der Regel die Seele, das Herz oder eben das einzelne Individuum ansprachen, richtet Walter sein Lied an das gesamte deutsche Land. Dieses sei wieder zurückgefallen in die Finsternis, die Nacht, die Sünde und bedürfe des aufrüttelnden Weckrufes, denn der Tag sei längst angebrochen. Diesen hellen Tag sieht Walter gekommen im Ereignis der Reformation, personifiziert in der Schlüsselgestalt Martin Luthers als „Prophet“ (Strophe 6) bzw. „Gottesmann“ (Strophe 21).
Offensichtlich ist auch der Bezug zu Hans Sachs’ reformatorischer Dichtung Die wittenbergisch Nachtigall (1523), deren Anfang („Wacht auf, es nahet sich dem Tag!“) metrisch zitiert wird. Auch hier fungiert Luther – in Gestalt der die Nacht vertreibenden Nachtigall – als Symbol- und Schlüsselfigur.
Deutschland erscheint auch in der weiteren zeitgenössischen Dichtung durchaus als Adressat vergleichbarer Appelle. So beklagt Johann Lauterbach (1531–1593) in seinem Epigramm „Ad  Germanos“ (1562) „An die Deutschen“ die unheilvolle Völlerei […] als Zeichen für den nahenden Tag des Gerichts, und Nathan Chyträus (1543–1598) fragt rhetorisch in Germania degenerans (1579) „Deutschland entartet“: „Veternum aufferet ex oculis quae medicina tuis“ („Welche Medizin könnte die Schläfrigkeit aus deinen Augen entfernen?“).
Zusammengefasst bietet das Lied einen „Zeitspiegel aus dem Blickwinkel eines pessimistischen strengen Lutheraners“.

## Geschichte
Das Lied wurde als Einzeldruck herausgegeben und war ursprünglich nicht für den gottesdienstlichen Gebrauch vorgesehen. Es geriet, wie sein Schöpfer nebst seinem Werk, in Vergessenheit. Erst Anfang des 20. Jahrhunderts findet sich eine fünfstrophige Fassung (Strophen 1, 3, 8, 23, 24) in einigen evangelischen Gesangbüchern, so im Gesangbuch für Sachsen und Anhalt unter der Rubrik „Land und Volk“. Im 1935 von Heinz Weidmann herausgegebenen, den Deutschen Christen nahestehenden Gesangbuch der kommenden Kirche wird unter der Rubrik „Kirche und Volk“ eine vierstrophige Fassung nahezu ohne Bezug zur Buß-Intention aufgeführt. Das Evangelische Kirchengesangbuch brachte eine neunstrophige Fassung (Strophen 1, 2, 3, 7, 8, 18, 22, 23, 24) unter der Rubrik „Für Volk und Vaterland“ mit betontem Deutschland-Bezug unter der Nr. 390 für den 10. Sonntag nach Trinitatis, den Gedenktag der Zerstörung Jerusalems.
Das aktuelle Evangelische Gesangbuch macht die Wendung „deutsches Land“ durch die Unterzeilenkonstruktion „unser“ statt „deutsches“ ersetzbar. Mit seiner siebenstrophigen (Strophen 1, 3, 7, 8, 18, 23, 24) Fassung in der Rubrik Bußtag betont es die Zuordnung zur ursprünglichen Bußtendenz: Dem Weckruf (Strophe 1) mit doppeltem „Wach auf“ und „Bedenk“ folgt die lutherische Rechtfertigungslehre (Strophe 3; EG 2) (Joh 1,29 ; 3,16 ; 14,6 ), die in tätiger Verpflichtung (Strophen 7, 8; EG 3, 4) mündet. Die Klage über die Unterdrückung der Wahrheit (Strophe 18; EG 5) ist nicht nur auf das 8. Gebot – „Du sollst nicht falsch Zeugnis reden wider deinen Nächsten.“ (2 Mos 20,16 ) – bezogen, sondern auf die Gleichgültigkeit gegen Gottes Wort und die Verwässerung der reformatorischen Lehre (Strophe 23; EG 6). Die angekündigte Strafe bezieht sich wohl auf Lk 21,25 , Offb 3,19–20 . Strophe 24 (EG 7) schließt mit der Bitte um die Hilfe des Heiligen Geistes zu einem Sinneswandel und zur Lebensänderung angesichts des nahen Endgerichts.

## Text
(Vollständiges Lied mit  Originalstrophen)

1. [EG 1] Wach auf, wach auf, du deutsches Land!

Du hast genug geschlafen,

bedenk, was Gott an dich gewandt,

wozu er dich erschaffen.

Bedenk, was Gott dir hat gesandt

und dir vertraut sein höchstes Pfand,

drum magst du wohl aufwachen!

2. Gott hat dich, Deutschland, hoch geehrt

mit seinem Wort der Gnaden.

Ein großes Licht dir auch beschert

und hat dich lassen laden

zu seinem Reich, welchs ewig ist,

dazu du denn geladen bist,

will heilen deinen Schaden.

3. [EG 2] Gott hat dir Christum, seinen Sohn,

die Wahrheit und das Leben,

sein liebes Evangelium

aus lauter Gnad gegeben;

denn Christus ist allein der Mann,

der für der Welt Sünd gnug getan,

kein Werk hilft sonst daneben.

4. Du lagst zuvor im Finstern gar

mit Blindheit hart gekränket.

Bei dir kein Licht der Wahrheit war.

Dein Herz war gar gelenket

zur Lüge und Abgötterei,

falsch Gottesdienst und Heuchelei

ins Teufels Reich versenket.

5. Du hast zuvor den Antichrist,

sein Teufels Lehr gehöret.

Und seine Lügen, Stank und Mist

als göttlich Ding geehret.

Du gabst ihm noch als deinem Herrn

dein Leib und Gut auch willig gern,

der keins dich nicht beschweret.

6. Von solcher Lügen falschem Schein

hat Gott dein Herz getrennet.

Durch Luther, den Propheten dein,

ganz Deutschland solchs bekennet.

Hat dich gezogen gnädiglich

zu seinem Reich gar väterlich.

wohl dem, der’s recht erkennet.

7. [EG 3] Für solche Gnad und Güte groß

sollst du Gott billig danken.

Nicht laufen aus sei’m Gnaden Schoß

von seinem Wort nicht wanken!

Dich halten wie sein Wort dich lehrt.

Dadurch wird Gottes Reich gemehrt,

geholfen auch den Kranken.

8. [EG 4] Du solltest bringen gute Frucht,

so du rechtgläubig wärest.

In Lieb und Treu, in Scham und Zucht,

wie du solch’s selbst begehrest.

In Gottes Furcht dich halten fein

und suchen Gottes Ehr allein,

dass du niemand beschwerest.

9. Ob du solchs tust, das ist am Tag,

darf nicht erweiset werden.

Es zeugt jetzt die gemeine Klag’,

dass ärger nie auf Erden,

auch weil die Welt gestanden ist,

noch nie gewest solch Tück’ und List,

in Worten und Gebärden.

10. Es ist nicht auszusprechen mehr

die Bosheit, Sünd und Schande,

die grausam Gottes Läst’rung schwer,

so jetzt in deutschem Lande.

Solch Sünde ist so hoch gebracht,

dass auch dafür der Himmel kracht,

erschüttert seine Bande.

11. Gott hat sein Wort gegeben drum,

dass wir uns zu ihm wenden.

So kehrt Deutschland das Blättlein um,

tut seinen Namen schänden.

Ist ärger worden denn zuvor,

all Sünde schwebt jetzt hoch empor.

Drum wird Gott Strafen senden!

12. Der Wucher, Geiz, Betrügerei

wird jetzt als Kunst gelobet,

Ehebruch, Unzucht und Völlerei,

wird auch noch wohl begabet.

Falsch Tück und List, Verräterei,

Untreu, Falschheit, groß Büberei

ihr viel jetzt hoch erhebet.

13. Die Jugend wird gezogen jetzt

in Mutwill frech gewähnet,

dass sie in Schalkheit so verschmitzt,

was ehrlich ist, verhöhnet.

Ihr Kleidung muss fein bübisch sein.

Das Weibsvolk gibt sehr bösen Schein,

Mit Zierlichkeit beschönet.

14. Wer jetzt nicht Pluderhosen hat,

die schier zur Erde hangen

mit Zotten wie des Teufels Wat,

der kann nicht höflich prangen.

Es ist solchs so ein schnöde Tracht,

der Teufel hat’s gewiss erdacht,

wird selbst sein also gangen.

15. Denn welcher Christ solch Kleid anblickt,

der wird vor Trauer klagen.

Sein Herz vor Gottes Zorn erschrickt.

Wird bei ihm selbst oft sagen:

Ach Gott, Deutschland, das dringet dich!

Das du musst straffen härtiglich

mit schweren großen Plagen.

16. All Ständ’ sind jetzt so gar verderbt.

Will niemand sich erkennen

mit gutem Schein, doch so gefärbt,

tun all sich Christen nennen.

Und wird der göttlich Name teu’r

zur Sünd' gebraucht so ungeheu’r,

Deutschland wird sich abrennen.

17. Was vormals Unrecht, Sünd’ und Schand’,

das tut man jetzt gut preisen.

Was vormals Blei und Zinn genannt,

das heißt man jetzt hart Eisen.

All Ding’ han sich so gar verkehrt.

Unrecht hat sich sehr hoch gemehrt.

Solch's tut die Tat erweisen.

18. [EG 5] Die Wahrheit wird jetzt unterdrückt,

will niemand Wahrheit hören;

die Lüge wird gar fein geschmückt,

man hilft ihr oft mit Schwören;

dadurch wird Gottes Wort veracht’,

die Wahrheit höhnisch auch verlacht,

die Lüge tut man ehren.

19. Dieweil denn Deutschland gar nicht will

an Gottes Wort sich kehren

und häuft der Sünden täglich viel,

es lässt ihm niemand wehren,

so wird auch Gott ein scharfe Rut,

viel Strafen senden wie ein Flut

und Deutschland mores lehren.

20. Wer Augen hätt’ und sehen könnt,

der würde freilich spüren

an Himmel, Erde, Luft und Wind

die Gottesstrafe rühren.

Viel Zeichen lässt geschehen Gott.

Fürwahr er was im Sinne hat:

Will uns zur Busse führen.

21. Martinus Luther, Gottes Mann,

hat Deutschland oft vermahnet.

Es sollt von Sünden abelan,

ein große Straf ihm ahnet.

Gott würd an Deutschland strafen hart

den Undank an seim Gnadenwort

keins Undanks Gott sich schonet.

22. Wach auf, Deutschland, ’s ist hohe Zeit,

du wirst sonst übereilet,

die Straf dir auf dem Halse leit,

ob sich’s gleich jetzt verweilet.

Fürwahr, die Axt ist angesetzt

und auch zum Hieb sehr scharf gewetzt,

was gilt’s, ob sie dein fehlet.

23. [EG 6] Gott warnet täglich für und für,

das zeugen seine Zeichen,

denn Gottes Straf ist vor der Tür;

Deutschland, lass dich erweichen,

tu rechte Buße in der Zeit,

weil Gott dir noch sein Gnad anbeut

und tut sein Hand dir reichen.

24. [EG 7] Das helfe Gott uns allen gleich,

dass wir von Sünden lassen,

und führe uns zu seinem Reich,

dass wir das Unrecht hassen.

Herr Jesu Christe, hilf uns nu’

und gib uns deinen Geist dazu,

dass wir dein Warnung fassen.

25. O Gott gib, dass der Name dein

durch falsche Lehr nicht g’schändet!

Von deinem Wort und Lehre rein

nicht werden abgewendet.

Dein Wille dämpf all’ Menschen Tand,

so von der Wahrheit abgewandt,

durch Teufels List verblendet.

26. Amen spricht, der dies Lied gemacht.

Gott tröste, die Not leiden,

und stürze bald der Lügen Pracht,

so Wahrheit stets tut neiden,

und mach zuschand, was Unrecht ist.

Stärk unsern Glauben, Jesu Christ,

wenn wir von hinnen scheiden.